# The Breath of Life
Cet article possède un paronyme, voir Breath of Life.
The Breath of Life est un groupe belge de rock. Il est généralement classé comme dark wave ou heavenly voices.

## Histoire

### Années 1980–1990
Le groupe est formé en 1985 de la rencontre à Gembloux d'Isabelle Dekeyser (chant), Philippe Mauroy (guitare) et Benoît Sokay (basse). En 1990 avec l'arrivée de Giovanni Bortolin (claviers, violon) et la décision d'utiliser une boîte à rythmes , le groupe commence à trouver ses marques et affine son style musical. Cette même année, ils remportent le concours Verdur Rock à Namur et auto-produisent une cassette 10 titres. En 1991 le groupe part pour une tournée en Tchécoslovaquie et fait de même l'année suivante. Leur premier CD Live in Praha 92 sera d'ailleurs un enregistrement d'un concert à Prague.
Ce premier opus sera suivi la même année par le premier album studio, intitulé Painfull Insanity, enregistré par Gilles Martin, producteur culte de la cold wave (Minimal Compact, Tuxedomoon, Colin Newman, Malaria!, Collection d'Arnell-Andréa... et dans d'autres genres dEUS, Miossec ou encore Indochine). En 1993 sort ce qui pour beaucoup restera leur album emblématique Taste of Sorrow. Également produit par Gilles Martin, il contient le titre Nasty Cloud qui deviendra un classique des soirées gothiques. Les chansons sont caressantes et énergiques, avec une basse bien en avant, des guitares nerveuses, une utilisation originale du violon, des ambiances électroniques orageuses et des vocalises tantôt lyriques tantôt rageuses. 
En 1995 sort Lost Children qui développe des ambiances plus délicates et plus heavely-voices. Le groupe signe chez Hall of Sermon pour l'album suivant Sweet Party qui sortira en 1997. Celui-ci marque un tournant plus pop et plus électronique. 

### Années 2000–2020
En 2000 sort Silver Drops toujours avec Gilles Martin derrière la console. L'orientation pop mélancolique teintée de Trip hop se confirme. Peu après Philippe Mauroy quittera le groupe et laissera sa place de guitariste à Didier Czepczyk.
Les albums Everlasting Souls (2005) et Whispering Fields (2012) seront marqués par un retour vers des ambiances plus gothiques et par l'abandon de la boîte à rythme et l'arrivée de Marc Haerden à la batterie,,,. Le groupe est alors signé par le label Danse macabre. Benoît Sokay, bassiste depuis les débuts quitte le groupe en 2014. Philippe Mauroy quant à lui le retrouve après pratiquement 15 ans d'absence . Début 2016, Marc Haerden quitte le groupe qui décide d'en revenir à sa configuration originelle sans batteur.
En mai 2017, l'album Under the Falling Stars sort avec le retour de Gilles Martin à la production. L'album reçoit un excellent accueil de la critique  et du public. Il atteindra la 6ème place du Deutsche Alternative Chart (Allemagne) en août 2017.
En 2020, le groupe décide d'enregistrer son dixième album pendant la pandémie de Covid-19 alors que la Belgique était confinée. Il est donc réalisé d'une façon particulière, chaque membre du groupe enregistrant ses parties chez soi et s'échangeant les fichiers via WeTransfer. Deux membres sont toutefois allés en France chez Gilles Martin pour finaliser le mixage durant un assouplissant des mesures de confinements. L'album intitulé “Sparks Around Us” est sorti en novembre 2020 sous forme de CD et vinyl ainsi que sur plusieurs plateformes de streaming. Encore une fois il a reçu un bon accueil des fans et de la critique,,.
The Breath of Life s'est entre autres produit au Festival de Dour, au Whitby Goth Weekend, au Wave-Gotik-Treffen, au Terra Gotha, au Castle Party au Underworld Camden... Le groupe s'est produit en Allemagne, Angleterre, Belgique, Danemark, Espagne, France, Grèce, Hongrie, Italie, Lituanie, Luxembourg, Pays-Bas, Pologne, République tchèque, Slovaquie et Suisse. Il a partagé la scène avec The Sisters of Mercy, Bérurier noir, Play Dead, The Jesus and Mary Chain, Frank Black, Placebo, Killing Joke, Lacrimosa (tournée), etc.

## Discographie

### Albums studio
- 1992 : Live In Praha '92 (Azyl Records/Magic Language Records)
- 1992 : Painful Insanity (Big Bang Records/ Magic Language)
- 1994 : Taste of Sorrow[17] (Third Fingers/Magic Language Records/Hall of Sermon)
- 1992 : Lost Children (Magic Language records/Hall of Sermon)
- 1992 : Sweet Party (Magic Language records/Hall of Sermon)
- 2000 : Silver Drops (Magic Language records/Hall of Sermon)
- 2005 : Everlasting Souls (Magic Language records/Hall of Sermon, dark Wing, Subzero)
- 2012 : Whispering Fields[18] (Magic Language records/Danse Macabre)
- 2017 : Under The Falling Stars (CD, vinyle) (Wool-E discs / Magic Language Records)
- 2020 : Sparks Around Us (CD, vinyle) (Wool-E discs / Magic Language Records)

### EP
- 1995 : Shining (mxCD) (Third Finger Records/Magic Language Records/Hall of Sermon)

### Compilations
- 1992 : Rock en stock (Wallonie Bruxelles musiques) incluant Walking Line et Time
- 1993 : L'appel de la muse vol.3 (Alea jacta est) incluant Fat Brutus
- 1995 : Touched by the hand of Goth (Subterranean) incluant Nasty Cloud
- 1995 : Rock pop Bratislava (Gato Loco) incluant Shining
- 1996 : Zillo Dark Progressive Soundsampler 1 (Zillo) incluant Idyll remix version
- 1996 : Touched by the Hand of Goth vol.2 cd (Subterranean) incluant The Last Four Days
- 1996 : Heavenly Voices part 4 (Hyperium) incluant Kutna Hora
- 1996 : Hex Files vol. 1 (Nova Tek - Credo) incluant Living in a Dream
- 1998 : Gothic Compilation part 8 (Gothic Magazine # 28 Gothic Records 1998) incluant The Wind
- 1998 : Hex Files vol. 3 (Nova Tek - Credo) incluant Shining
- 1999 : Sanctuary French Club Hits (Zoomshot) incluant Nasty Cloud
- 1999 : Angel's Delight (Zoomshot) incluant Worries
- 1999 : Ladies, Queens and Sluts (Hall of sermon) incluant Fly
- 2000 : Elegy numéro 8 Sampler (Elegy) incluant Silver Sky
- 2000 : Gothicworld Sampler vol 1) incluant Tower
- 2000 : Castle Party 2000  (Koch international) incluant Silver Sky
- 2000 : Eurorock Sonic Seducer Festival 2000 (Oblivion) incluant Nasty Cloud
- 2004 : Dark Feelings Festival 2004 Free Sampler vol.1 (Dark feelings 2004) incluant The Last Four Days
- 2018 : W-Fest compilation 2018 (Wool-E Discs 2018) incluant Hide
- 2018 : A Wool-E Sampler 2018 (Wool-E Discs 2018) incluant From the Storms
- 2018 : Macadam Tribute (North Shadows Records) Tribute à Bérurier noir incluant Tzigane
- 2021 : Implant Cognitve Dissonance CD (alfa-matrix 2021) incluant The Last Record (reprise de Implant)
- 2021 : B52 Music club Locked in the Dressing Room (Rotator 2021) incluant Kutna Hora
- 2022 : Psy'Aviah Rediscovered compilation (Alfa Matrix 2022) incluant The Part You Can't See reprise de Psy'Aviah
- 2022 : Anthologies 3 compilation (Je m'en Fish 2022) incluant The Dark Side
- 2023 : A Strange Play vol 2 (Alfa Matrix & Spleen+) incluant The Lovecats reprise de The Cure

### Publications numériques
- 2023 : Down We Go 3 titres (Alfa Matrix & Spleen+)

## Membres

### Membres actuels
- Isabelle Dekeyser - chant (depuis 1985)
- Philippe Mauroy - guitare, programmations (depuis 1985)
- Giovanni Bortolin - claviers, violon (depuis 1985)
- Didier Czepczyk - guitare (depuis 2000)

### Anciens membres
- Benoît Sokay - basse (1985-2014)
- Marc Haerden - batterie (2000-2014)